# 캅테인 c

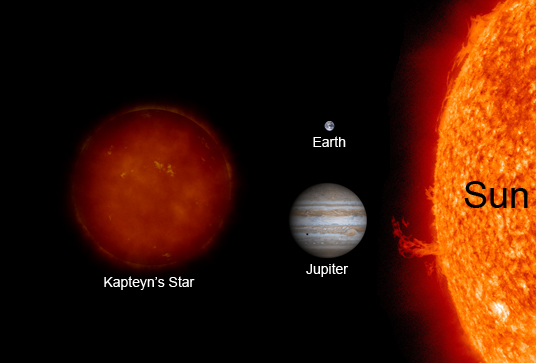
캅테인의 크기 비교.

캅테인 c(Kapteyn c)는 화가자리에 위치한 적색 왜성의 별인 캅테인의 별을 공전하는 외계 행성이다. 약 ≥7.0 M ⊕ 의 질량 을 가지며, 궤도 반경이 ~ 0.311 AU 이고 궤도 이심률 은 0.23 ± 0.1이다. 이 정도 거리는 모항성의 거주 가능 지역 너머이다.